# Iola, Texas
Iola är en ort i Grimes County i delstaten Texas, USA.